# Facundo Buonanotte
Facundo Valentín Buonanotte (sinh ngày 23 tháng 12 năm 2004) là một cầu thủ bóng đá chuyên nghiệp người Argentina hiện tại đang thi đấu ở vị trí tiền vệ tấn công hoặc tiền đạo cánh cho câu lạc bộ Leicester City tại Giải bóng đá Ngoại hạng Anh theo dạng cho mượn từ Brighton & Hove Albion và Đội tuyển bóng đá quốc gia Argentina.

## Sự nghiệp thi đấu

### Rosario Central
Buonanotte là sản phẩm của học viện Rosario Central. Anh ra mắt chuyên nghiệp cho đội bóng khi vào sân thay người trong trận gặp Arsenal de Sarandí vào ngày 11 tháng 2 năm 2022. Trong trận đấu với Sol de Mayo tại Copa Argentina vào ngày 13 tháng 5 năm 2022, anh đã thực hiện thành công lượt sút luân lưu quyết định của trận đấu. Ngày hôm sau, 14 tháng 5 năm 2022, anh ký hợp đồng chuyên nghiệp đầu tiên với Rosario Central. Anh ghi bàn thắng chuyên nghiệp đầu tiên cho đội bóng trong chiến thắng 1–0 trước Sarmiento tại Giải bóng đá vô địch quốc gia Argentina vào ngày 8 tháng 7 năm 2022.

### Brighton & Hove Albion
Vào ngày 1 tháng 1 năm 2023, Buonanotte gia nhập học viện của câu lạc bộ Brighton & Hove Albion tại Giải bóng đá Ngoại hạng Anh với mức phí chuyển nhượng ước tính là 5,3 triệu bảng, cộng thêm 5,3 triệu bảng nếu như đáp ứng mục tiêu. Anh có trận ra mắt cho "Chim mòng biển" vào ngày 4 tháng 2, khi vào sân thay cho Tariq Lamptey ở phút thứ 75 khi Brighton thắng Bournemouth với tỷ số 1-0 nhờ bàn thắng ở phút 87 của Mitoma Kaoru. Buonanotte có trận đá chính cho Brighton vào ngày 28 tháng 2, chơi 69 phút trong chiến thắng 1–0 trên sân khách trước Stoke City tại Cúp FA. Buonanotte tạo ra một pha kiến tạo 4 ngày sau đó, giúp Danny Welbeck lập công trong chiến thắng 4–0 trên sân nhà trước West Ham. Cầu thủ 18 tuổi này có trận đá chính đầu tiên ở Premier League vào ngày 26 tháng 4, nơi anh ghi bàn thắng đầu tiên cho câu lạc bộ, mở tỉ số trong trận thua 1-3 trước Nottingham Forest.

## Sự nghiệp quốc tế
Buonanotte được triệu tập lên Đội tuyển bóng đá U-20 quốc gia Argentina tham dự Maurice Revello Tournament 2022 ở Pháp. Vào tháng 1 năm 2023, anh một lần nữa được gọi lên đội U-20 quốc gia chuẩn bị cho Cúp bóng đá U-20 Nam Mỹ 2023.
Vào ngày 3 tháng 3 năm 2023, anh lần đầu tiên được triệu tập lên Đội tuyển bóng đá quốc gia Argentina cho các trận giao hữu với Panama và Curaçao. Anh có trận ra mắt quốc tế vào ngày 19 tháng 6, trong chiến thắng 2–0 trước Indonesia.

## Đời tư
Buonanotte sinh ra ở Argentina, mang 2 quốc tịch Argentina và Ý.

## Thống kê sự nghiệp

### Câu lạc bộ
Tính đến 3 tháng 12 năm 2023
| Câu lạc bộ             | Mùa giải            | Giải đấu                                | Giải đấu | Giải đấu | Cúp quốc gia | Cúp quốc gia | League Cup | League Cup | Châu lục | Châu lục | Khác | Khác | Tổng cộng | Tổng cộng |
| Câu lạc bộ             | Mùa giải            | Hạng đấu                                | Trận     | Bàn      | Trận         | Bàn          | Trận       | Bàn        | Trận     | Bàn      | Trận | Bàn  | Trận      | Bàn       |
| ---------------------- | ------------------- | --------------------------------------- | -------- | -------- | ------------ | ------------ | ---------- | ---------- | -------- | -------- | ---- | ---- | --------- | --------- |
| Rosario Central        | 2022                | Giải bóng đá vô địch quốc gia Argentina | 24       | 4        | 2            | 0            | 8          | 0          | —        | —        | —    | —    | 34        | 4         |
| Brighton & Hove Albion | 2022–23             | Giải bóng đá Ngoại hạng Anh             | 13       | 1        | 1            | 0            | 0          | 0          | —        | —        | —    | —    | 14        | 1         |
| Brighton & Hove Albion | 2023–24             | Giải bóng đá Ngoại hạng Anh             | 6        | 1        | 0            | 0            | 1          | 0          | 2        | 0        | —    | —    | 9         | 1         |
| Brighton & Hove Albion | Tổng cộng           | Tổng cộng                               | 19       | 2        | 1            | 0            | 1          | 0          | 2        | 0        | 0    | 0    | 23        | 2         |
| Tổng cộng sự nghiệp    | Tổng cộng sự nghiệp | Tổng cộng sự nghiệp                     | 43       | 6        | 3            | 0            | 9          | 0          | 2        | 0        | 0    | 0    | 57        | 6         |

1. ↑  Ra sân tại UEFA Europa League

### Quốc tế
Tính đến 26 tháng 3 năm 2024
| Đội tuyển quốc gia | Năm       | Trận | Bàn |
| ------------------ | --------- | ---- | --- |
| Argentina          | 2023      | 1    | 0   |
| Argentina          | 2024      | 1    | 0   |
| Tổng cộng          | Tổng cộng | 2    | 0   |